# بيتر إدواردز (لاعب دوري الرغبي)
بيتر إدواردز (بالإنجليزية: Peter Edwards)‏ هو لاعب دوري الرغبي نيوزيلندي، ولد في 4 يوليو 1969.